# Орек на Лоари
Орек на Лоари (фр. Aurec-sur-Loire) насеље је и општина у централној Француској у региону Оверња-Рона-Алпи, у департману Горња Лоара која припада префектури Исенжо.
По подацима из 2011. године у општини је живело 5675 становника, а густина насељености је износила 252,9 становника/km². Општина се простире на површини од 22,44 km². Налази се на средњој надморској висини од 432 метара (максималној 821 m, а минималној 414 m).

## Демографија
График промене броја становника у току последњих година